# Детритъс
Детритъс е трол, член на Анкх-Морпоркската градска стража в романите от поредицата „Светът на диска“ на Тери Пратчет. Той започва кариерата си като обикновен главорез, след което се издига до наемен бияч и в крайна сметка до сержант в Анкх-Морпоркската градска стража.
 Внимание:  Текстът по-долу разкрива сюжета на произведението (или части от него)!
В Подвижни образи Детритъс е бодигард на Диблър ССПГ при поемането на контрола над филмовото студио „Векът на плодния прилеп“. Именно в Света гора той се запознава с тролката Руби, в която се влюбва и впоследствие сключва тролското подобие на брак. Руби е основната причина Детритъс да преустанови дейността си като бияч и да стане страж. Тя настоява, че работата му да бие хора не е достатъчно престижна. В резултат на това във Въоръжени мъже Детритъс постъпва в Анкх-Морпоркската градска стража. Там работи с джуджето Къди, с когото дори стават приятели (нещо изключително рядко срещано за трол и джудже).
По времето, когато сержант Керът Айрънфаундерсън формира Анкх-Морпоркското градско опълчение, Детритъс е произведен в действащ полицай. Именно тогава той открива вродените си лидерски качества като набира голям брой „доброволци“ – силни и здрави хора и тролове, в Опълчението и на по-късен етап в реформираната Градска стража. При следващата си появи в Глинени крака Детритъс е вече сержант, а в Нощна стража оглавява тренировъчната академия на Стражата. Придружава сър Самюел Ваймс при визатата му в Юбервалд (Петият слон) и временно получава длъжността на културен аташе.
Името си Детритъс получава вследствие на Тролската конвенция, според която троловете като геологическа раса трябва да имат геологически имена.
Въображение е непозната за Детритъс дума, но все пак той е доста умен по стандартите на расата си, особено след като във Въоръжени мъже се сдобива със специален шлем с охлаждащ механизъм, който намалява унищожителния ефект на топлината върху мисловните процеси в силиконовия му мозък. Като всички тролове той става изключително интелигентен при ниска температура, като веднъж дори почти успява да изведе Пълната обща теория за всичко, докато стои заключен няколко часа в хладен склад за месо.
Липсата на въображение е определяща за новаторския метод на разпитване, който има Детритус. Тъй като не може да измисли друг въпрос освен: „Ти гу напраи туй, признай си“, не му омръзва да го задава непрекъснато. Простото отрицание обаче може да го хвърли в тежки размисли. Започнал е личен кръстоносен поход срещу Скалотръса – наркотик, който разтапя тролските мозъци (в буквалния смисъл).
За разлика от повечето представители на своя вид, предпочитаното оръжие на Детритъс не е бухалка, а преработен обсаден арбалет. Първоначално той се зарежда с тъпи, за сметка на това огромни стрели, но след допълнителна преработка вече изстрелва цял сноп дървени стрели и е преименуван на „Омиротворителят“ заради невероятната разрушителна сила на новата конфигурация. Веднъж изстреляни стрелите бързо се превръщат в разширяващ се мълниеносен облак горящ дървен шрапнел. При първия си тест арбалетът отнася няколко мишени за стрелба, стената отзад и заблудените чайки над тях. Други по-забележителни „цели“ включват бандитът, който първи отваря вратата на каретата на Детритъс, портата на замъка фон Юбервалд близо до Бонк, цял комин, ветропоказател, голяма част от покрив, редица гълъби оказали се на неподходящото място по неподходящото време, както и градинските храсти на сър Самюел Ваймс. Ваймс е забранил да се използва срещу хора освен при особено напечени обстоятелства (какъвто е първоначалният опит да бъде заловен Карсър). Командирът на Стражата предпочита арбалетът да бъде използван най-вече за проникване в заключени сгради, тъй като с един изстрел може да разбие едновременно и предната и задната врата. Сър Ваймс полага големи усилия да набие в главата на Детритъс правилото, че: „Когато Господин Предпазител Не Е Включен, Господин Арбалет Не Ни Е Приятел“.
В началото на кариерата си в Стражата тролът бива представян пред хората като „Действащ-Полицай Детритъс-Не-Козирувай“ поради факта, че на този етап при всяко козируване той изпада в безсъзнание (заради удара, който си самонанася с козируващата ръка). След оборудването му с новия охлаждащ шлем, този проблем е преодолян.
Благодарение на Детритъс на бял свят излизат много неизвестни данни за троловете, като например фактът, че всъщност те могат да броят до повече от много, което всъщност е 3 на тролски. Бройната им система е следната: едно, две, много, много и едно, много и две, много и много.